# CSIRAC
La CSIRAC és un prototip de computador creat a Austràlia el 1949. La màquina va ser representativa dels dissenys de computadors de primera generació basats en tubs de buit.
La CSIRAC (Council for Scientific and Industrial Research Automatic Computer: Computador Automàtic del Consell per a la Investigació Industrial i Científica), fou el primer computador digital d'Austràlia, i el quart computador del món amb programa emmagatzemat. Inaugurat el novembre de 1949, és l'únic computador de primera generació en el món, i està en exhibició permanent al museu de Melbourne (imatge).

## Disseny

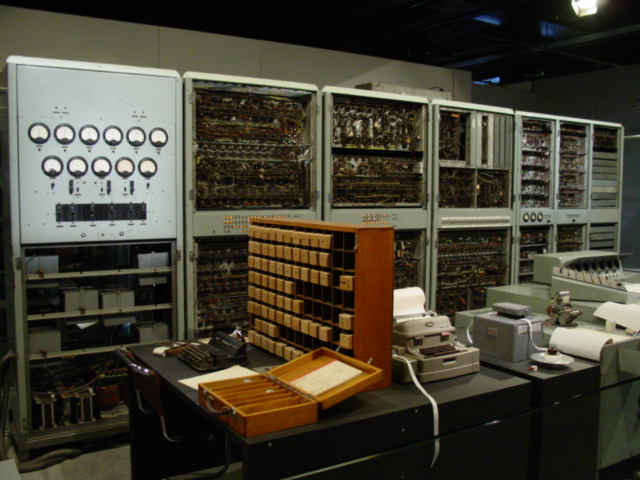
La computadora CSIRAC vista de costat

Com emmagatzematge de dades principal utilitzava línies de retard acústic de mercuri, amb una capacitat típica de 768 paraules de 20 bits (posteriorment duplicada), suplementades per un tambor magnètic amb un total de 4096 paraules de capacitat i un temps d'accés de 10 mil·lisegons. El seu rellotge de memòria corria a 1000 Hz, amb la unitat de control sincronitzada a aquest rellotge i prenent dos cicles per executar una instrucció (posteriorment la velocitat es va doblegar a una instrucció per cicle). El bus (que en el seu disseny es deia el "tronc de dígits") és estrany comparat amb la majoria dels computadors en què era en sèrie: transferia un bit cada vegada. El conjunt d'instruccions era mínim, però suportava el conjunt bàsic d'operacions aritmètiques i lògiques, i també salts condicionals i relatius (permetent escriure una llibreria de subrutines). L'entrada a la màquina es realitzava mitjançant d'una cinta de paper perforat, després que els experiments amb targetes perforades no fossin satisfactoris. La màquina estava controlada a través d'una consola que permetia que els programes fossin seqüenciats, i visualitzadors CRT que mostraven els continguts dels registres. La sortida era a través d'un teleprinter estàndard o una cinta perforada.

## Usos
Com tots els computadors d'aquesta generació, CSIRAC no tenia sistema operatiu. El 1960, Geoff Hill va desenvolupar un llenguatge de programació interpretat d'alt nivell anomenat INTERPROGRAM. Era similar a les formes primerenques de BASIC, el qual va ser dissenyat el 1963 per les sèries GE-200 amb transistors de 20 bits.
Entre 1950 i 1951, la CSIRAC va ser usada per reproduir música, fou el primer cop que s'usava un computador digital per a aquest propòsit. La música mai va ser gravada, però ha estat reconstruïda amb exactitud.
El 1955, amb la decisió del CSIR que el desenvolupament de computació estava fora dels seus propòsits, la màquina es va transferir des de casa al Laboratori de Radiofísica al CSIR de la Universitat de Melbourne (en Sydney), on va ser útil fins a 1964 com l'única instal·lació de computació acadèmica d'Austràlia. Molts pioners de la informàtica a Austràlia van tenir amb aquest computador el seu primer contacte amb el món de la computació.

## Destinació
El 1964, CSIRAC va ser apagat per primer cp. La seva importància històrica ja va ser reconeguda en aquell moment, i es va emmagatzemar per a futures exhibicions en un museu. La màquina va ser emmagatzemada durantla resta dels anys seixanta i anys setanta, abans de ser configurada per exhibició en un col·legi tècnic des de 1980 fins a 1992. Després, va ser emmagatzemada novament.
En els anys 90 es va revifar l'interès per aquesta màquina. El 1996 es va realitzar una conferència sobre CSIRAC.
A partir de l'any 2000, CSIRAC va trobar finalment una llar al Museu de Melbourne. No ha estat usada des que es va apagar, però molts dels programes que es van executar han estat preservats, i es va escriure un emulador de codi per a poder executar-los. A banda de l'enorme cost de recuperar el dispositiu i el nombre de reparacions que serien necessàries per fer fos novament operatiu de manera segura (CSIRAC usava 30 quilowatts de potència en actiu), posar-lo en actiu perjudicaria la seva originalitat històrica.